# Tom Stevens (músico)
Thomas Howard Stevens (Elkhart, Indiana, 17 de septiembre de 1956 – 24 de enero de 2021) fue un músico estadounidense, reconocido por haber sido el bajista de la agrupación de roots rock The Long Ryders.

## Biografía
Stevens interpretaba una variedad de instrumentos como el bajo y la guitarra, y también se dedicaba al canto y a la composición. Antes de vincularse a la agrupación The Long Ryders hizo parte de la banda Magi, con la que grabó el disco de 1976 Win or Lose. En 1985 grabó el álbum The Lost Weekend de Danny and Dusty y tuvo una extensa carrera como solista en la que publicó cerca de una decena de álbumes y extended plays.
El músico falleció el 24 de enero de 2021 a los sesenta y cuatro años.

## Discografía

### Magi
- Win or Lose (1976, Independiente)

### The Long Ryders
- Native Sons (1984, Frontier)
- State of Our Union (1985, Island)
- Two-Fisted Tales (1987, Island)
- Metallic B.O. (1989, R.O.W.Y.C.O.)
- BBC Radio One Live in Concert (1994, Windsong)
- Looking for Lewis and Clark: the Long Ryders Anthology (1998, Chronicles)
- Three Minute Warnings: the Long Ryders Live in New York City (2003, Prima)
- The Best of the Long Ryders (2004, Prima)
- State of Our Reunion (2007, Prima)
- Final Wild Songs (2016, Cherry Red)
- Psychedelic Country Soul (2019, Cherry Red / Omnivore)

### Danny and Dusty
- The Lost Weekend (1985, A&M)

### Como solista
- Points of View EP (1982, Pulse)
- Last Night (1992, Devil in the Woods)
- Another Room (1995, Maia)
- Points Revisited (1997, Maia)
- Workology EP (2001, Independiente)
- Home (2007, Avebury)
- Sooner EP (2009, Independiente)